# Bucov, Prahova

Monumentul eroilor

Bucov este satul de reședință al comunei cu același nume din județul Prahova, Muntenia, România.